# Mjoša
Mjoša (rusky Мёша, tatarsky Mişä) je řeka v Tatarstánu v Rusku. Je dlouhá 204 km. Povodí řeky je 4180 km².

## Průběh toku
Je pravým přítokem Kamy. Ústí zprava do Kamského zálivu Samarské přehrady.

## Vodní režim
Zdrojem vody jsou převážně sněhové srážky. Průměrný roční průtok vody ve vzdálenosti 18 km od ústí činí 17,4 m³/s. Na horním toku v některých letech vysychá. Zamrzá v listopadu až na začátku prosince a rozmrzá v dubnu.